# European Chemical Industry Council
European Chemical Industry Council (CEFIC) är en branschorganisation som representerar omkring 29 000 företag inom den europeiska kemiska industrin.
1959 bildades Secrétariat International des Groupements Professionnels des Industries Chimiques des Pays de la CEE (S.I.I.C) och två år senare bildades även Conseil Européen des Féderations de l'Industrie Chimique. 1972 valde man att slå ihop de två intresseorganisationerna och bytte namn till CEFIC för att få större gehör på den internationella marknaden. Man valde 1990 att byta namn till det nuvarande namnet.